# Ель-Фулад
37°08′12.7″ пн. ш. 9°48′49.01″ сх. д. / 37.136861° пн. ш. 9.8136139° сх. д.
Ель-Фулад (араб. معمل الفولاذ, фр. El Fouladh, англ. El Fouladh) — металургійний комбінат в Тунісі, біля міста Мензель-Бургіба. Розташований на березі озера Бізерта. Перше підприємство чорної металургії країни. Став до ладу 1966 року.

## Історія
Будівництво комбінату розпочалося 1962 року. Став до ладу 1966 року. Доменна піч комбінату стала першою доменною піччю, побудованою у Північній Африці.
На початку 1990-х років до складу комбінату входила фабрика з грудкування рудного концентрату продуктивністю 200 тис. т на рік, доменна піч об'ємом 308 м³ продуктивністю 155 тис. т чавуну, у сталеплавильному цеху працювали два 22-тонних кисневих конвертори і одна 15-тонна електродугова піч, установки безперервного розливання сталі. Окрім прокатного виробництва комбінат мав цех металоконструкцій. На комбінаті працювало 2165 робітників і 335 службовців. 91,65 % акцій підприємства належало державі. Продуктивність комбінату становила 160 тис. т чавуну, 200 тис. т сталі, 200 тис. т різного прокату.

## Сучасний стан
Комбінат має 1 доменну піч, сталеплавильний і прокатний цехи.